# Wellingore
Wellingore är en ort och civil parish i Storbritannien.   Den ligger i grevskapet Lincolnshire och riksdelen England, i den sydöstra delen av landet, 180 km norr om huvudstaden London. Wellingore ligger 82 meter över havet och antalet invånare är 719.
Terrängen runt Wellingore är huvudsakligen platt. Wellingore ligger uppe på en höjd som går i nord-sydlig riktning. Runt Wellingore är det ganska tätbefolkat, med 108 invånare per kvadratkilometer. Närmaste större samhälle är Lincoln, 14,1 km norr om Wellingore. Trakten runt Wellingore består till största delen av jordbruksmark.